# لاشتاو
لاشتاو (به آلمانی: Lastau) یک منطقهٔ مسکونی در آلمان است که در کلدیتز واقع شده‌است.